# Personalizm chrześcijański
Personalizm chrześcijański, personalizm katolicki – prąd w filozofii chrześcijańskiej, powstały w latach 30. XX wieku. Stawia w centrum osobę ludzką, a religię traktował jako więź osobową człowieka z Bogiem. 
W personalizmie osoba (łac. persona) nie jest prostą jednostką ludzką, lecz przypisuje się jej takie cechy jak autonomia, samoświadomość, wola, zdolność do twórczości, odpowiedzialność moralna. W szerokim ujęciu personalizm jest pewnym stanowiskiem filozoficznym, gdzie tak rozumiana osoba jest pojęciem centralnym. Jako taki można elementy personalistyczne odnaleźć już w filozofii starożytnej. Wśród filozofów chrześcijańskich personalizm odnajdywany jest w Augustyna z Hippony i Tomasza z Akwinu. Dla XX-wiecznego personalizmu chrześcijańskiego szczególnie ważna będzie filozofia Tomasza z Akwinu (tomizm)
Personalizm chrześcijański powstał w latach 30. XX w. we Francji, a następnie zyskał uznanie także w innych krajach. 
Zwykle wyróżnia się jego dwa nurty:
- personalizm integralny (humanizm integralny) – rozwijany przez Jacques’a Maritaina, Józefa Tischnera, Jana Pawła II
- personalizm otwarty (społeczny) – rozwijany przez Emmanuela Mouniera.

Nurtów personalizmu chrześcijańskiego było jednak więcej, np. polski personalizm uniwersalistyczny Czesława Bartnika i uczniów.
Personalizm chrześcijański wpłynął też na wielu innych filozofów i nurtów chrześcijańskich, np. na chrześcijański ewolucjonizm Pierre'aa Teilharda de Chardina czy na katolicką naukę społeczną (duży wpływ Maritaina).    
Personalizm chrześcijański stawia w centrum wyjątkową i niepowtarzalną osobę ludzką, wyposażoną w niezbywalną godność. Tę centralną pozycję osoba zawdzięcza Boskiemu stworzeniu.  
Personalizm starał się znaleźć odrębną drogę wobec konfliktowych koncepcji indywidualizmu i kolektywizmu (łączonymi z politycznymi ideologiami liberalizmu i socjalizmu) (chociaż w przypadku Mourniera celem był połączony z chrześcijaństwem socjalizm, natomiast zdecydowanie odrzucany był komunizm). Personaliści uważali, że kolektywizm i indywidualizm są zbyt abstrakcyjne, wadliwe i nie przedstawiają prawdziwej natury człowieka, który jest indywidualną osobą i jednocześnie członkiem ludzkiej wspólnoty jak rodzina, lokalna społeczność itp. Zwolennicy indywidualizmu lub kolektywizmu mają tendencję do absolutyzowania swojego poglądu, popadając w skrajności jak libertarianizm albo komunizm. Szczególnym zagrożeniem jest tu totalitaryzm. 
Personalizm podkreśla wolność i odpowiedzialność konkretnej osoby za własne życie, jednocześnie podkreślając fakt, że powinna ona realizować tę odpowiedzialność w stosunku do swoich bliźnich, poza nimi bowiem traci wartość.